# Otto zur Linde
Otto zur Linde (ur. 26 kwietnia 1873 w Essen, zm. 16 lutego 1938 w Berlinie) – niemiecki pisarz i poeta.
Ojciec Ottona zur Linde był kupcem towarów kolonialnych i restauratorem. Od 1878 Otto wychowywał się w Gelsenkirchen. Jako dziecko często chorował. Studiował filozofię, anglistykę i germanistykę, następnie przebywał w Londynie jako korespondent niemieckich gazet, pracował też w bibliotece Muzeum Brytyjskiego. Po powrocie do Berlina żył w bardzo skromnych warunkach. W latach 1904–1914 prowadził czasopismo literackie Charon.
W twórczości Ottona zur Linde przeważają utwory poetyckie i eseje. W 1925 stracił wzrok, przestał pisać i popadł w depresję.